# Städtische Wohnungsgesellschaft Freiberg
Die Städtische Wohnungsgesellschaft Freiberg/Sa. Aktiengesellschaft (SWG Freiberg) ist ein kommunales Wohnungsunternehmen mit Sitz in Freiberg/Sachsen. Aktionäre des Unternehmens sind die Stadt Freiberg (81,5 %) und die Sparkasse Mittelsachsen (18,5 %). Das Hauptgeschäftsfeld der SWG Freiberg ist die Bewirtschaftung eigener und angemieteter Wohnungen, von Gewerbeobjekten und anderen Verwaltungseinheiten in der Universitätsstadt Freiberg.

## Unternehmen

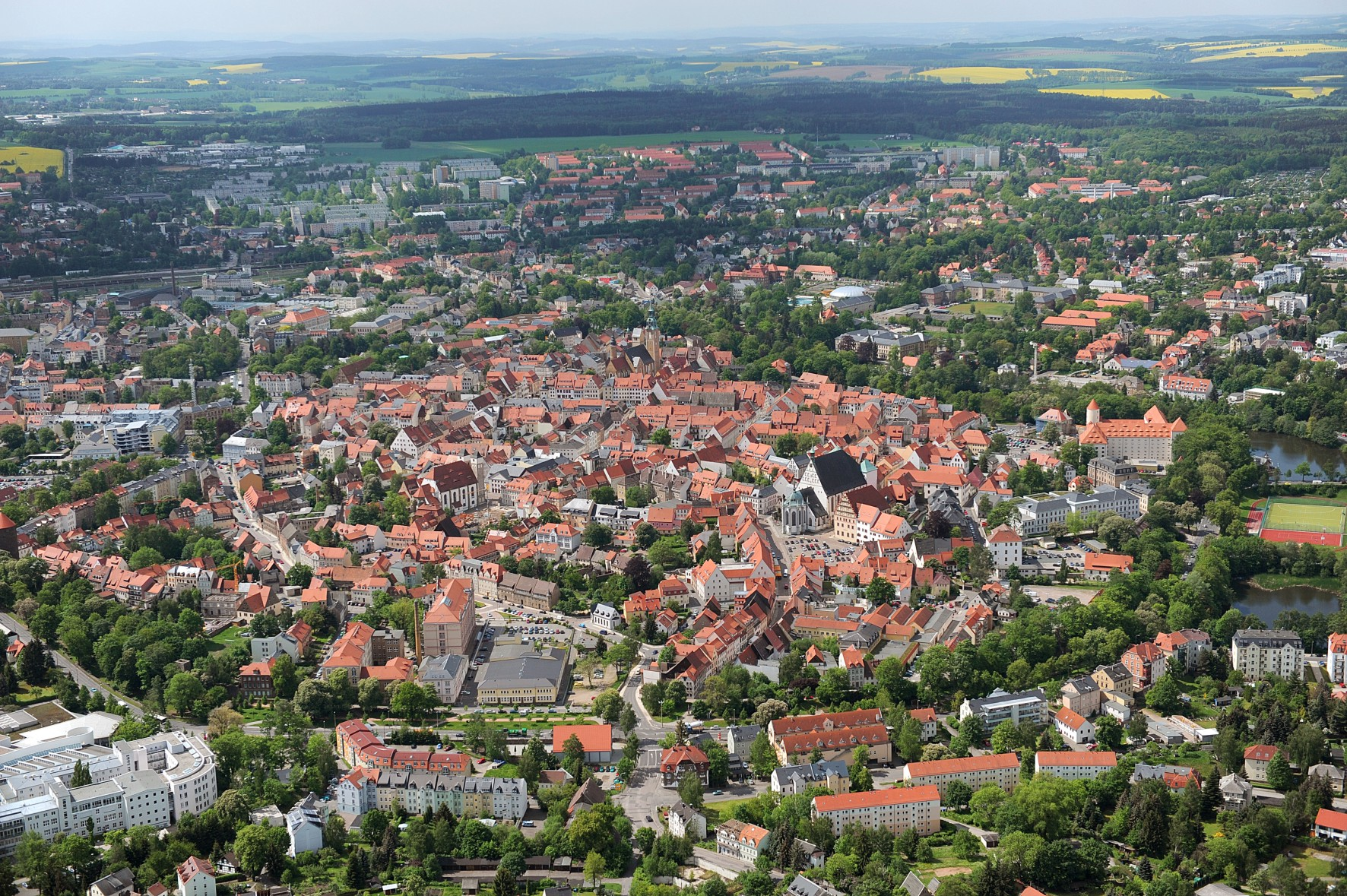
Altstadt von Freiberg

Das Hauptgeschäftsfeld der SWG Freiberg ist die Bewirtschaftung eigener und angemieteter Wohnungen, Gewerbeobjekte und anderer Verwaltungseinheiten in der Universitätsstadt Freiberg. Zum Kernbestand zählen insgesamt 5.201 eigene Wohnungen und 70 eigene Gewerbeeinheiten sowie 192 angemietete Wohnungen. Darüber hinaus verwaltet die SWG Freiberg 1801 Pkw-Stellplätze, Garagen, Pachtverträge und sonstige Verwaltungseinheiten. Die Portfoliostruktur ist geprägt von Bauten unterschiedlichster Bauepochen. 

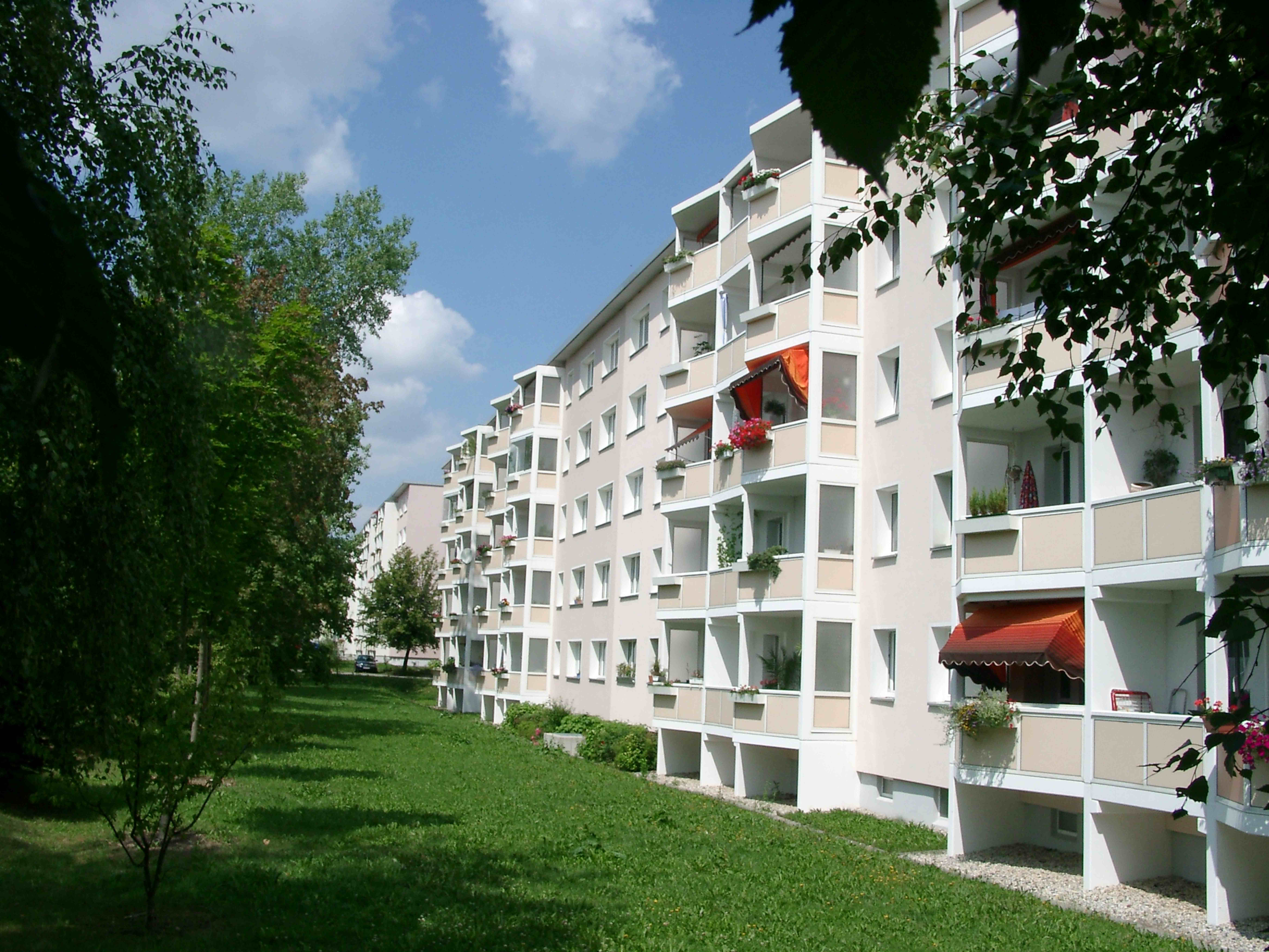
Saniertes Wohngebäude in industrieller Bauweise

Die kommunalpolitische Aufgabe der Gesellschaft besteht vorrangig darin, eine sozial verantwortliche Wohnungsversorgung für breite Schichten der Bevölkerung sicherzustellen. Im Rahmen der Aufgabenstellung aus dem Gesellschaftsvertrag unterstützt das Unternehmen zudem Maßnahmen der Stadtentwicklung und Wohnumfeldgestaltung. Unter direkter und indirekter Beteiligung an Partnerunternehmen bewirtschaftet die SWG Freiberg zudem Immobilien auf technischem und kaufmännischem Gebiet und erbringt im Geschäftsbereich DIWO Dienstleistungen für die Wohnungswirtschaft bis hin zur kompletten Geschäftsbesorgung und Betriebsführung für andere Wohnungsunternehmen und Immobilieneigentümer. 

## Geschichte

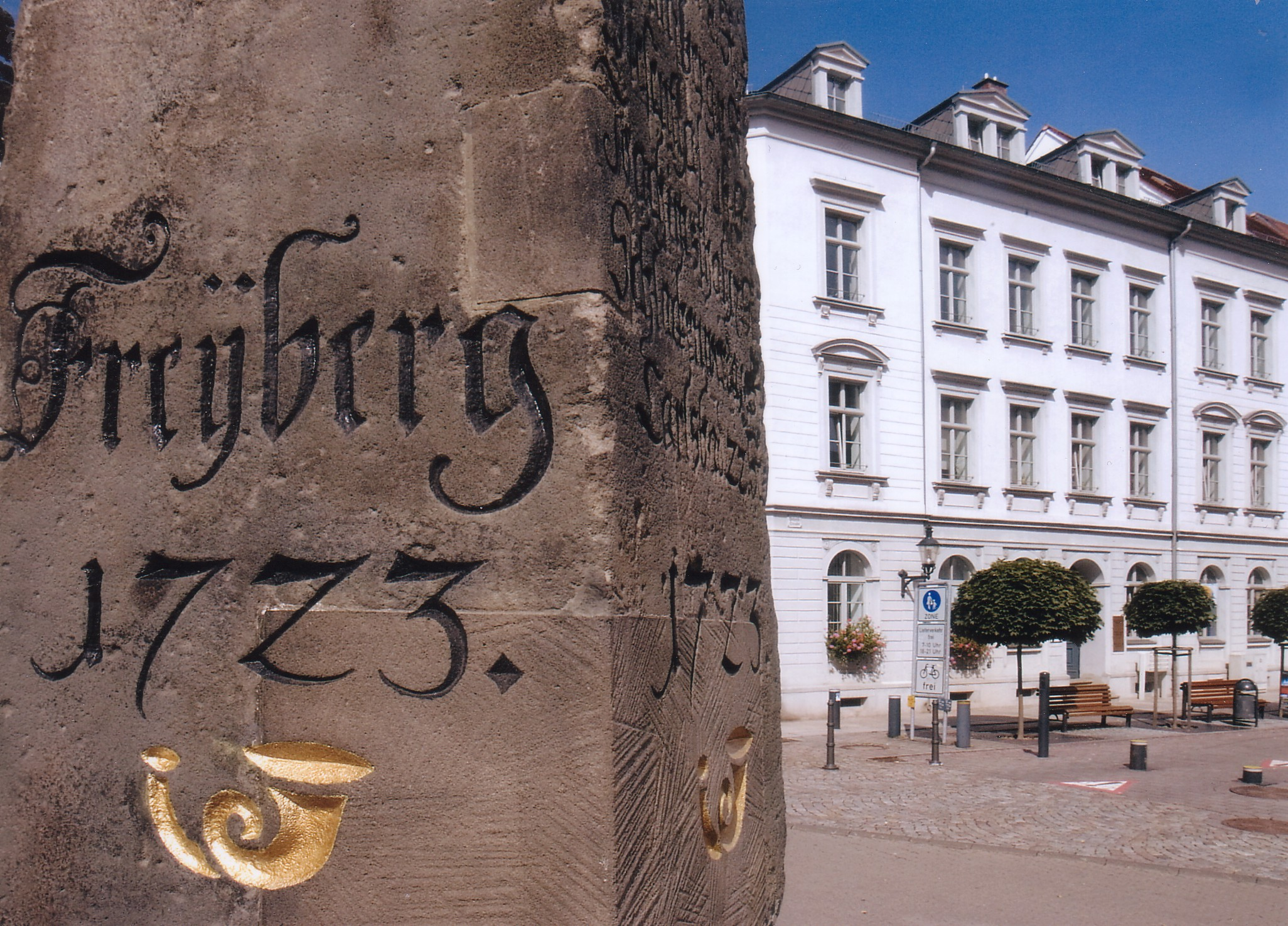
Historisches Wohnquartier in der Altstadt von Freiberg

Nach Ende des Zweiten Weltkrieges wurden die meisten privaten Immobilieneigentümer enteignet und gemeinsam mit staatlichen Immobilien in Volkseigentum überführt. Bis zum 31. Dezember 1957 wurde der kommunale Wohnungsbestand in Freiberg vom Rat der Stadt selbst verwaltet. Mit der Ausgliederung zum 1. Januar 1958 wurde auch in Freiberg dieses Aufgabengebiet in die Hände eines neu zu gründenden volkseigenen Betriebes gegeben. Dies war die Geburtsstunde des VEB Kommunale Wohnungsverwaltung Freiberg. Von Beginn an befand sich der Firmensitz in der Beuststraße 1. Seinen größten Bestand hatte der Betrieb, der mittlerweile in VEB Gebäudewirtschaft Freiberg umbenannt wurde, Ende der 1980er Jahre mit rund 13.000 Verwaltungseinheiten.
Nach der politischen Wende bestand die Aufgabe darin, wohnungswirtschaftlich genutzte Immobilien, die sich in Rechtsträgerschaft der Stadt Freiberg befanden, in ein privatwirtschaftlich geführtes Unternehmen zu überführen. Mit Gesellschaftsvertrag vom 22. Juni 1992 wurde die Städtische Wohnungsgesellschaft Freiberg/Sa. mbH gegründet. 100-prozentige Gesellschafterin war die Stadt Freiberg. Hauptaugenmerk des Unternehmens war zu dieser Zeit die umfassende Sanierung des übernommenen Wohnungsbestandes. Zur Finanzierung der Investitionen bedurfte es neben staatlichen Fördermitteln zunehmend alternativer Finanzierungsformen. Diese wurden in Form von Verkäufen eigener Bestände und der Auflage erster geschlossener Immobilienfonds durch die damalige Bayrische Vereinsbank aufgebracht.

## Beteiligungen

### Stadtbau Freiberg GmbH
Die Stadtbau Freiberg GmbH ist ein 100-prozentiges Tochterunternehmen der SWG. Zwischen beiden Gesellschaften besteht seit dem 15. August 2002 ein Gewinnabführungs- und Beherrschungsvertrag. Die Stadtbau Freiberg GmbH ist seit 1991 Sanierungsträgerin der Stadt Freiberg.

## Überregionale Einbindung
Die SWG Freiberg ist seit ihrer Firmierung Mitglied im vdw Sachsen - Verband der Wohnungs- und Immobilienwirtschaft e. V. und engagiert sich hier in unterschiedlichen Fachausschüssen; Dachverband des Landesverbandes ist der GdW – Bundesverband deutscher Wohnungs- und Immobilienunternehmen e. V. Die SWG Freiberg unterstützt aktiv die DESWOS – Deutsche Entwicklungshilfe für soziales Wohnungs- und Siedlungswesen e. V. Diese Einrichtung ist im GdW verwurzelt und entwickelt und unterstützt zahlreiche humanitäre Projekte in der ganzen Welt. Mit der Mitgliedschaft im Bundesnetzwerk Bürgerschaftliches Engagement und dem Engagement in der Bundesinitiative Lokale Bündnisse für Familie pflegt das Unternehmen den überregionalen Erfahrungsaustausch.